# Ханизаде, Бахтияр Огтай оглы
Бахтияр Огтай оглы Ханизаде (азерб. Bəxtiyar Oqtay oğlu Xanızadə, род.13 июля 1957, город Баку) — советский и азербайджанский театральный деятель, актёр, режиссёр, пантомим, Народный артист Азербайджанской Республики (2013), художественный руководители и директор Азербайджанского государственного театра пантомимы.

## Биография
Родился Бахтияр Ханизаде 13 июля 1957 года в посёлке Шаган города Баку.
В 1978 году окончил актёрский факультет драматического театра и кино Азербайджанского государственного университета культуры и искусств, а в 1987 году завершил обучение в аспирантуре Санкт-Петербургской государственной академии театра, музыки и кинематографии. Племянник заслуженного артиста Азербайджанской ССР Гамлета Ханизаде.
В 1978 году работал актёром в Гянджинском государственном драматическом театре, с 1981 по 1982 годы трудился в Учебном театре Азербайджанского государственного института культуры и искусств. С 1982 по 1983 годы работал на киностудии Азербайджанфильм. В 1983 году - преподаватель в Институте искусств. В 1994 году Бахтияру Ханизаде было присвоено ученое звание доцента кафедры "Сценическое движение и хореографическое искусство".
16 мая 1994 года группа студентов по приказу министра культуры Республики Полада Бюльбюль оглы создала первую в Азербайджане театральную студию-пантомиму под названием "Dəli yığıncağı". Бахтияр Ханизаде участвовал в театральных семинарах в Грузии и Болгарии. Автор научных работ "Значение боевого вида ушу в воспитании пластической культуры актёра","Методические и практические занятия по 18 боевым приемам буддийских монахов", "Значение точности движения в пластическом воспитании актера с точки зрения пространства и времени". Он автор первых азербайджанских пантомимных пьес "Знаменосцы", "Кваксафон", "Смерть самурая", "Любовь", "Тень". 6 марта 2000 года театру-студии пантомимы был присвоен статус государственного. С этого времени Бахтияр Ханизаде является художественным руководителем и директором театра, а с 12 января 2006 года - художественным руководителем Государственного театра пантомимы.
Бахтияр Ханизаде вместе с труппой театра принимал участие в различных фестивалях в Грузии, России, Франции, Турции, Болгарии, Иране и многих других странах зарубежья.

## Награды и премии
- Народный артист Азербайджанской Республики — 2013,
- Заслуженный деятель искусств Азербайджана — 2000,
- Президентская премия — 2003, 2012, 2014-2020,
- Персональная пенсия Президента Азербайджанской Республики — 2020[3].

## Фильмография
- Гариб/Сахиб в фильме Гариб в стране Джиннов[4],
- Айдын в фильме Юбилей Данте,
- в фильме Посол зари.